# Осада Москвы (1606)
Осада Москвы (1606) — осада Москвы отрядами Ивана Болотникова и других предводителей повстанческих сил осенью 1606 года, ставшая кульминационным пунктом восстания Болотникова.

## Повстанческое войско
После взятия Коломны Болотников двинулся на Москву. В битве при селе Троицком Коломенского уезда воеводам повстанцев Истоме Пашкову и Прокопию Ляпунову удалось разбить войска, верные царю Василию Шуйскому, после чего армия Болотникова расположилась в селе Коломенское, в семи верстах от Москвы. Там его отряды построили укрепления и 28 октября начали осаду Москвы. Между тем Болотников стал рассылать грамоты, в том числе в Москву, где призывал народ к восстанию против бояр, дворян и купечества, а также целовать крест «законному государю Дмитрию Ивановичу».
Отряды Болотникова постоянно пополнялись, к нему присоединялись бродяги и крепостные. Различные источники оценивали численность войска Болотникова в 100 тысяч человек, что является преувеличением. Историк Руслан Скрынников считает, что наибольшего доверия заслуживают данные поляка Стадницкого, который оценивал количество повстанцев под Москвой в 20 тысяч человек. Повстанческое войско было разделено на отряды под командованием известных воевод, среди которых были Сумбулов, Ляпунов, Пашков, Беззубцев и другие. В ноябре к восстанию присоединились казаки Илейки Муромца. Численность повстанческого войска не позволяла взять Москву в достаточно плотное кольцо, чтобы прервать всяческое сообщение и подвоз продовольствия.

## Положение в Москве
Когда восставшие подошли к столице, Шуйский предпринял ряд мер для обороны города. Предместья и слободы были укреплены. Часть имевшихся в распоряжении служилых людей под началом «осадных воевод» Дмитрия Туренина и Ивана Пушкина имела целью защищать городские укрепления. Другая подвижная часть войска, возглавляемая Михаилом Скопиным-Шуйским, Андреем Голицыным и Борисом Татевым, предназначенная для вылазок, расположилась у Серпуховских ворот, наблюдая за вражеским лагерем. Между Москвой и окрестными городами было налажено сообщение, войска патрулировали дороги. Из Твери и Смоленска в ноябре подошли подкрепления, которые в значительной части были составлены из дворян, купечества и т.д.
Шуйский при поддержке патриарха Гермогена умело убедил москвичей, в том числе посадских людей, что пощады от войск Болотникова им не будет, так как тот будто бы обвиняет всех в попытке убийства государя (эпизод с убийством Лжедмитрия I) и выборе царём Шуйского. Шуйский не побоялся пойти в условиях гражданской войны на беспрецедентный шаг и вооружил пищалями, рогатинами, саблями и топорами всё боеспособное население, получив около 10 тысяч вооружённых защитников города. Основу его сил составляли несколько тысяч стрельцов, хотя гарнизон Москвы был численно ослаблен из-за вынужденной отправки его части в другие гарнизоны, а также из-за многочисленных случаев дезертирства служилых людей под впечатлением успехов повстанческого войска.

## Переговоры
Одновременно Шуйский послал в стан Болотникова парламентёров, которые смогли посеять среди восставших сомнения, уверяя, что видели труп самозванца, именовавшегося Дмитрием. Между тем в войске Болотникова произошёл раскол. С одной стороны оказались дворяне и боярские дети, а с другой — крепостные, казаки и т. д. Первых возглавляли Истома Пашков и братья Ляпуновы, все остальные были на стороне Болотникова. 5 (15) ноября после тайных контактов с Шуйским лагерь восставших покинули Ляпуновы. Прокопий Ляпунов, при этом, от Шуйского получил сан думного дворянина. Схожая история произошла и с Григорием Сумбуловым и его людьми.

## Военные действия
17 (27) ноября войска Шуйского, сосредоточенные у Данилова монастыря, под общим командованием Скопина-Шуйского атаковали противника и разбили восставших в бое у деревни Котлы. Часть боёв проходила «за Яузой», близ Симонова монастыря, который подвергся нападению болотниковцев, отражённому царскими ратниками. Основные силы Болотникова отступили в укрепленный лагерь в селе Коломенском. Здесь произошло продолжавшееся несколько дней сражение, в котором Болотников потерпел поражение. Отчасти причиной была измена подкупленного царём Истомы Пашкова, хотя с ним ушла лишь относительно небольшая часть собственно дворянского войска. Часть войска Болотникова, в основном казаки, укрепились в селении Заборье, однако после трёхдневного сопротивления атаман Беззубцев сдался и присягнул Шуйскому на верность. Болотников, не желая до конца оборонять лагерь в Коломенском, отступил с большей частью войска в Серпухов, а затем в Калугу. Часть вооружённых повстанцев осела в Туле.